# Muralla nazarí y muro portuario
La Muralla nazarí y el muro portuario son un Bien de Interés Cultural de la ciudad de Málaga, Andalucía, España.
El muro portuario del siglo XVII y la muralla nazarí del siglo XIV están considerados como de excepcional importancia para la investigación de la evolución urbana de la ciudad, motivo por el cual fueron declarados BIC el 13 de junio de 1995 como Monumento.
La Muralla Nazarí está situada en el sector oeste de la Plaza de la Marina y el Muro Portuario en el sector este. La Muralla Nazarí es el resto más claro y enriquecedor para el conocimiento de la ciudad de esta época cuya estructura de baluartes adosados al lienzo de la Muralla es único en su género. El Muro Portuario es un vestigio tangible de la actividad portuaria y comercial de la ciudad.

## Muralla Nazarí

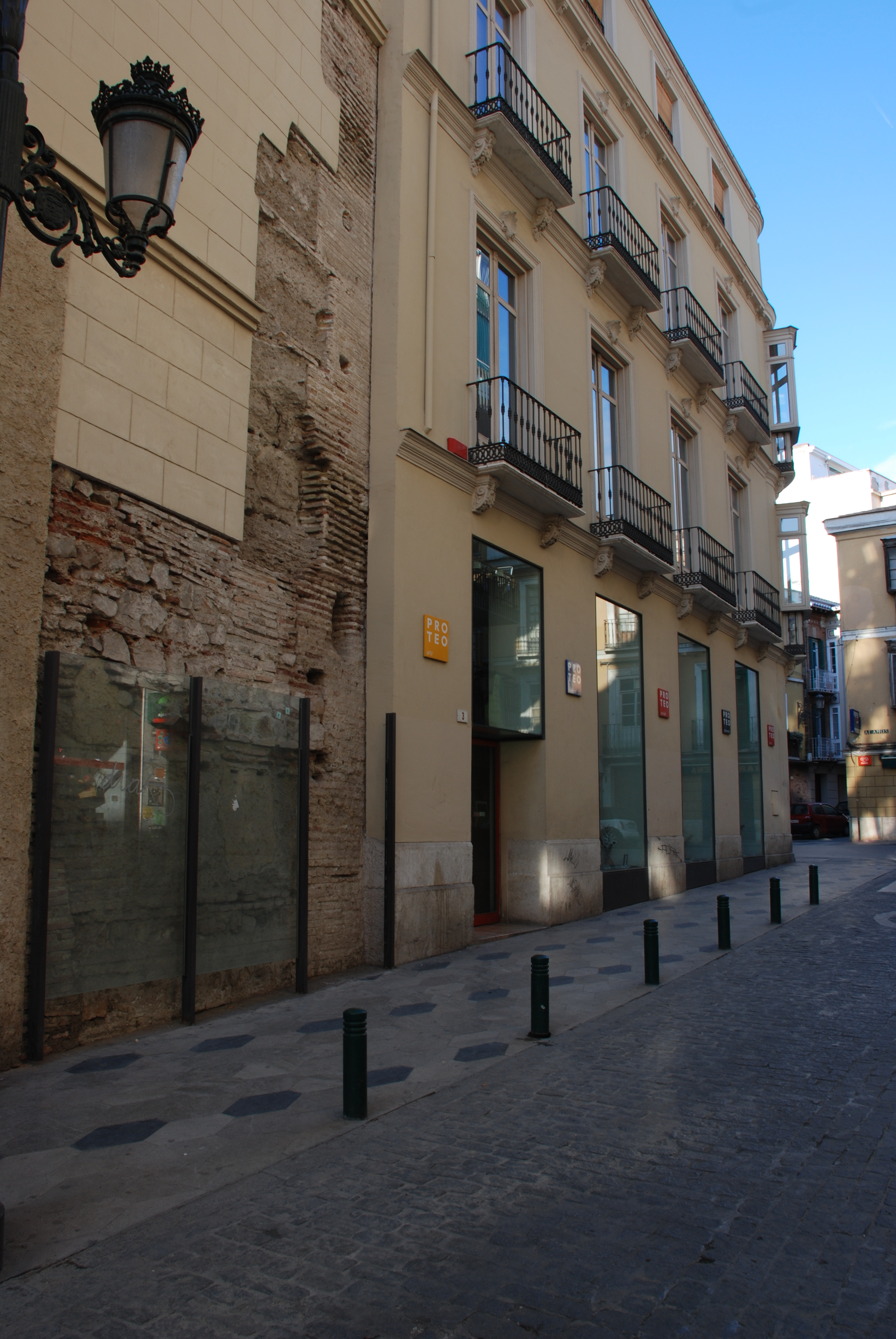
Restos de la antigua muralla en calle Puerta Buenaventura. En este lugar se encontraba la puerta Bab al-Jawja (Puerta del Postigo, en árabe), de Buenaventura o San Buenaventura, por su nombre cristianizado.

Su estructura es la de un paramento recto en la cara interna con un pequeño talud en la cara externa. A este lienzo están adosados dos baluartes de planta semicircular en su parte superior revestidos de una rosca de ladrillo, que en su posición interior adopta planta hexagonal, haciéndose la transición mediante una especie de trompas de ladrillo, fábrica que cubre todo el revestimiento de los baluartes. Aunque la porción poligonal hay que considerarla como cimentación del bastión, sin embargo, ésta descansa en una doble estructura construida, por una parte, por la consolidación de bloques de escollera mediante un fuerte mortero, y por otra, por un entramado de vigas de madera en sentido horizontal bajo el bloque de mampostería vertical hincadas en la arena, lo que constituye un auténtico anclaje.

## Muro Portuario
Se trata de un gran lienzo de muralla de 26,80 m de largo y unos 2,5 m de alto, localizado en el sector Este. Realizado en mampostería de bloques de gran tamaño con su cara externa formada por grandes sillares de cantería; descansa sobre una gran escollera, presenta una zarpa en su parte inferior externa. En su remate hacia el interior se ha realizado un rebaje.

## Restauraciones
En 2016 se realizaron trabajos de restauración en los restos del lienzo de muralla y el muro portuario situados en el aparcamiento subterráneo bajo la plaza de la Marina. El informe final de los trabajos detalló que los restos había desarrollado una capa de suciedad provocada por los gases contaminantes, las partículas de hollín de los vehículos y la humedad a la que habían estado expuestos desde su descubrimiento, lo que había generado fragmentaciones, fisuras y descohesiones del material.

## Otros restos de la muralla medieval
El Centro Histórico conserva varios restos de las antiguas murallas de manera aislada. La mayoría de ellos integrados en edificios o sacados a la luz tras excavaciones arqueológicas.
La calle Carretería mantiene un trozo de este muro, restaurado en la década de 1990. La calle Puerta de Buenaventura conserva otro resto de muralla, integrado en el local comercial de una librería. De la misma manera podemos encontrar restos de las antiguas defensas en la calle Arco de la Cabeza, que a finales de la década de 2000 fueron recuperados para ser visibles a los transeúntes. Además, con frecuencia aparecen restos tras el derribo de edificios, como los existentes en solares de la plaza del Teatro o entre calle Beatas y calle Álamo. Uno de estos tramos de muralla que ha sido puesto en valor en los últimos tiempos ha sido el situado bajo el futuro edificio de un hotel entre calle Camas y Pasillo de Santa Isabel.
También se encontraron restos de la muralla nazarí en el transcurso de unas excavaciones arqueológicas realizadas durante el año 2005 en la plaza de Arriola, próxima al río Guadalmedina, junto al Mercado de Atarazanas. Cabe recordar que la portada del Mercado de Atarazanas es una de las puertas de la muralla, aunque retranqueada y utilizada actualmente como acceso principal a este recinto.
En 2009 durante el transcurso de las obras en el muelle 1 del Puerto de Málaga junto al Paseo de la Farola, han aparecido nuevos tramos del muro defensivo y el antiguo puerto. Mientras que en 2010 fueron estudiadas varios restos de la muralla, una torre de entre los siglos XIV y XV y la barbacana de la misma en el trascurso de las obras de rehabilitación de la calle Alcazabilla.